# Qaraçaycek
Qaraçaycek è un comune dell'Azerbaigian situato nel distretto di Xaçmaz. Conta una popolazione di 994 abitanti.